# Fokhagymamoly
A fokhagymamoly  vagy fokhagymalepke (Dyspessa ulula) a valódi lepkék (Glossata) alrendjébe tartozó farontó lepkefélék (Cossidae) családjának Magyarországon is honos faja.

## Elterjedése, élőhelye
Közép- és Dél-Európában, valamint Nyugat-Ázsiában elterjedt faj. Hazánkban gyakori mindenhol, ahol fokhagymát termesztenek, és előfordul mindenütt, ahol vadon termő hagyma (Allium sp.)-fajokat találunk.

## Megjelenése
Olajzöld szárnyain sárgás a mintázat. A szárny fesztávolsága 20–28 mm.

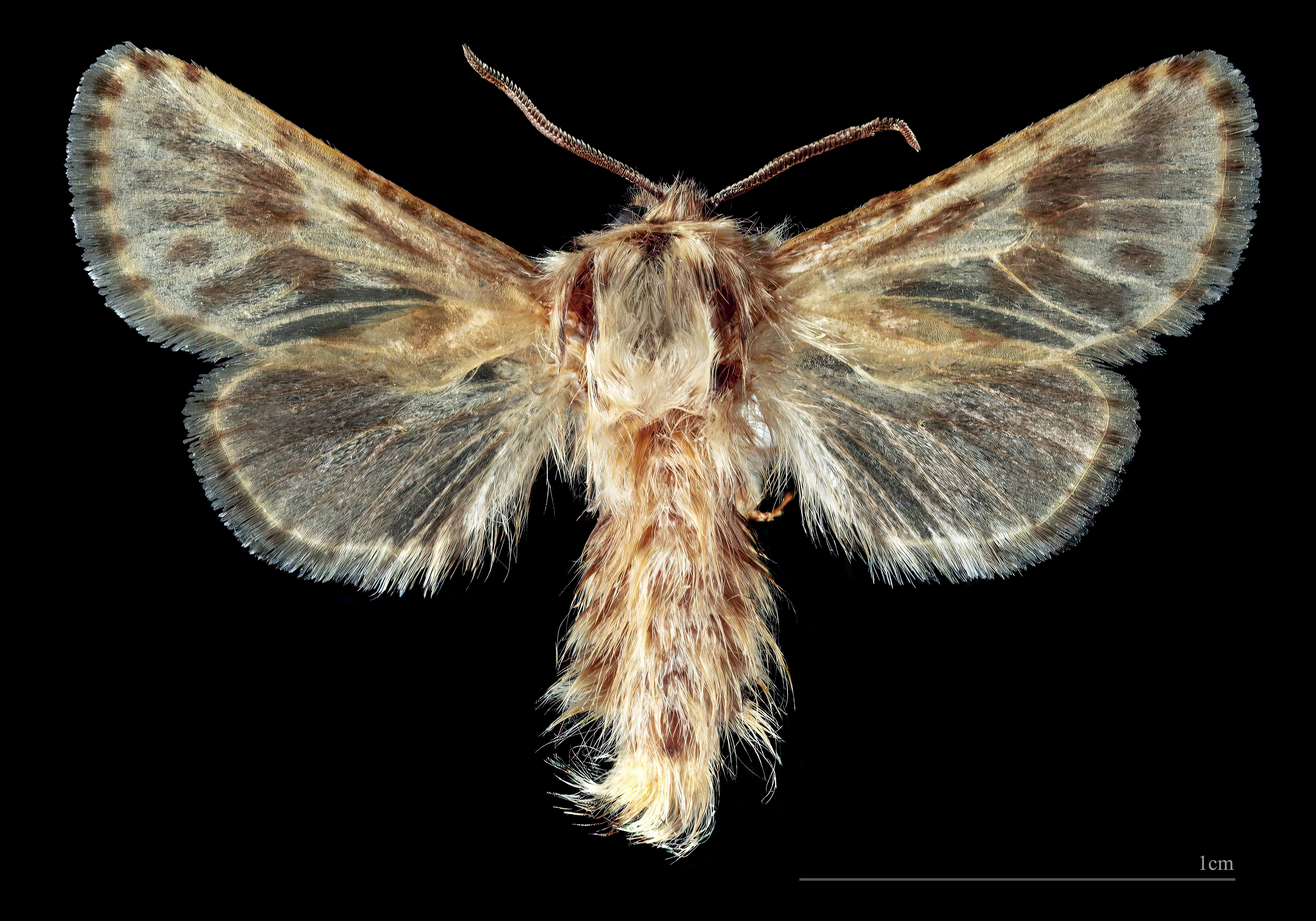
♂
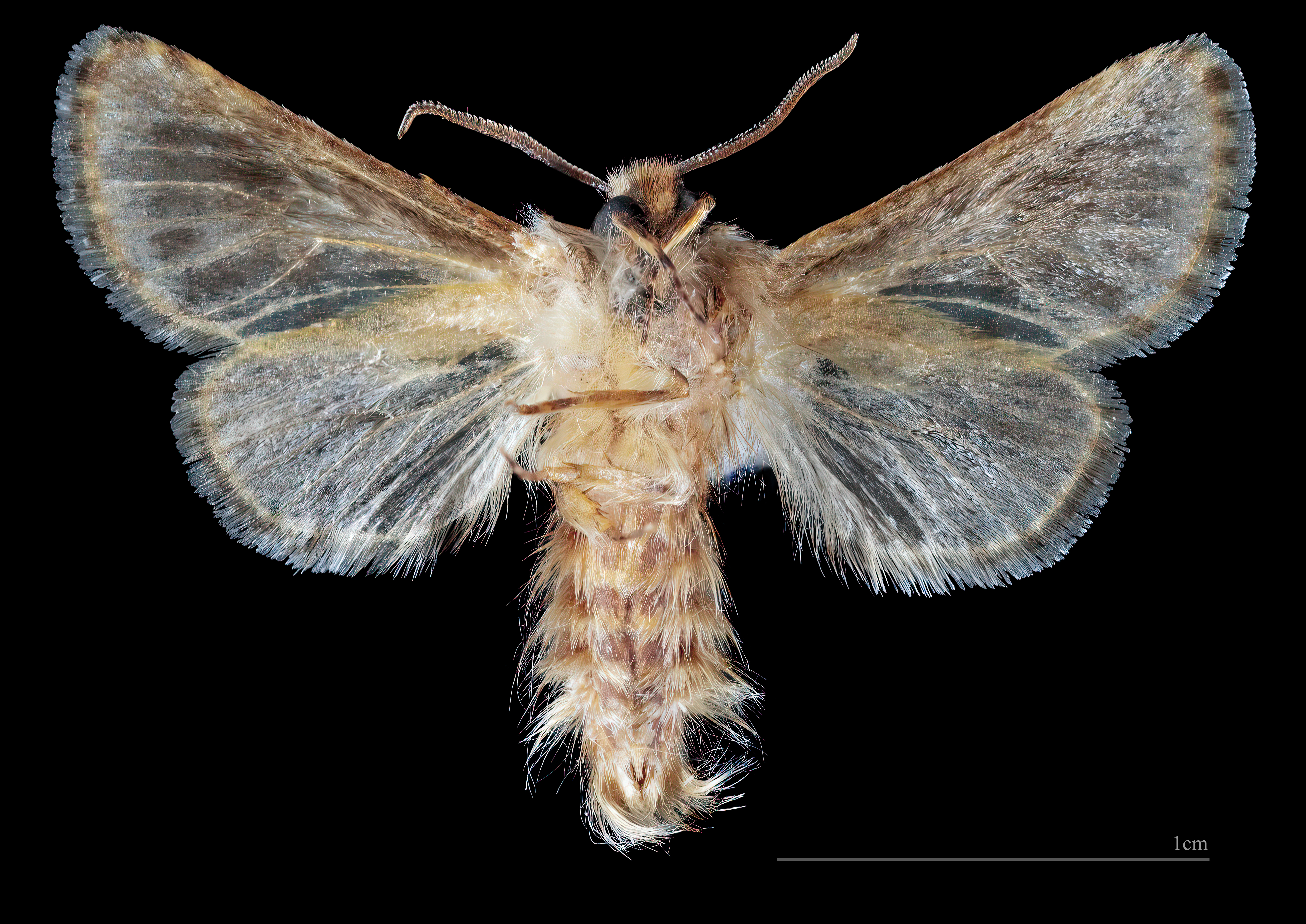
♂ △

## Életmódja
Évente egy nemzedéke fejlődik ki. A fejlett hernyók telelnek át a talajban egy-egy hosszabb cső végén készített, pogácsa alakú üregben. A cső kötött talajban legfeljebb 10 cm mély, de homokos talajban elérheti a 20 cm-t is. A hernyó az üregben gubót sző, és abban telel. Áprilisban elhagyja a gubót, és függőleges aknát készít. Egyes hernyók az akna elkészítése előtt kimerészkednek a felszínre, de tavasszal már ezek sem esznek semmit. Néhány hétig az aknában tartózkodnak, majd április végén–májusban bebábozódnak. Néhány hét múlva a báb felkúszik az akna tetejére, hogy az aknában csak a potroh vége maradjon, és így kel ki belőle a lepke.
A lepkék május–júniusban, éjszaka repülnek. A mesterséges fény vonzza őket. Petéiket a talaj repedéseibe és a fokhagymaszárak mellé a talajba rakják. A kikelő hernyók berágják magukat a fokhagymafejbe, és ott fejlődnek ki. Ha egy fejbe több hernyó is berágja magát, akkor egyikük – többnyire a fejlettebb – elhagyja azt, és másik fokhagymát keres magának. Egyes hernyók a felszedett fokhagymával bekerülnek a raktárakba, ott fejlődnek tovább, és a fejben készített gubóban telelnek át.

## Külső hivatkozások
- Mészáros Zoltán – Szabóky Csaba: A magyarországi molylepkék gyakorlati albuma. Budapest: Agroinform. 2005.  arch Hozzáférés: 2018. április 6. (PDF)